# Pyropyxis rubra
Pyropyxis rubra är en svampart som först beskrevs av Peck, och fick sitt nu gällande namn av Egger 1984. Pyropyxis rubra ingår i släktet Pyropyxis och familjen Pyronemataceae.  Arten är reproducerande i Sverige. Inga underarter finns listade i Catalogue of Life.